# Evenoire
Gli Evenoire sono stati un gruppo symphonic metal italiano, formatosi a Cremona nel 2006. Hanno cessato l'attività nel 2016 con due album e al termine di un'intensa attività Live in Europa.

## Storia del gruppo
Gli Evenoire sono stati attivi dal 2007. Nel 2008 pubblicano il loro primo EP autoprodotto I Will Stay. I loro testi prendono spesso spunto da leggende popolari della zona di origine della band, mentre la loro musica è una commistione originale di progressive, folk e symphonic metal. Distintivo del loro sound è anche l'uso del flauto, oltre alla voce potente e evocativa della carismatica frontwoman Lisy Stefanoni.
Dopo l'uscita dell'album Vitriol nel 2012 (titolo ispirato da un acronimo di origine alchemica e che rimanda agli elementi presenti nei testi delle canzoni), prodotto dalla Scarlet Records, gli Evenoire hanno intrapreso una intensa attività live in Italia e all'estero che li ha portati anche alla partecipazione nell'estate 2013 a festival come il Fosch Fest (con Ensiferum, Alestorm, Cruachan, Skyforger), Colonia Sonora, Autunnonero, Strigarium, Vacchen e altri. L'album ha avuto recensioni positive da riviste come Rock Hard, definendo la band “una delle sorprese più eclatanti della scena nazionale”.
Il 15 aprile 2014 vede l'uscita del secondo album Herons, sempre con la Scarlet Records e, come il precedente, ispirato da temi popolari. L'album si caratterizza da un sound più aggressivo del precedente, ma allo stesso tempo arricchito da suoni orchestrali e momenti acustici, dove si segnala anche un duetto con Linnéa Vikström dei Therion ("Tears of Medusa"). La band ha promosso, durante l'estate 2014, il secondo lavoro in studio in festival italiani di rilievo, quali il Pegorock (insieme ai tedeschi Leaves' Eyes), il Metal for Emergency (insieme a Rhapsody of Fire, Strana Officina e White Skull), il Malpaga Folk (insieme agli Elvenking), l'Isola Rock.
Il 19 ottobre 2014 la band si è esibita sul palco del prestigioso festival belga Metal Female Voices Fest, insieme a band del calibro di Leaves' Eyes, Sirenia, Xandria, Therion, Arkona, Ancient Bards.
Nel 2015 gli Evenoire pubblicano il loro primo video, della canzone "Drops Of Amber".
Il 9 marzo 2016, dopo 10 anni di attività, il gruppo ha comunicato lo scioglimento tramite la propria fanpage Facebook.

## Formazione
- Lisy Stefanoni - voce e flauti
- Marco Binotto - basso
- Alessandro Gervasi - chitarre
- Toshiro Brunelli - chitarre
- Michele Olmi - batteria

## Discografia

### Album
- 2012 - Vitriol
- 2014 - Herons

### EP
- 2008 - I Will Stay[13]